# Jiedong
Jiedong är ett stadsdistrikt i Jieyangs stad på prefekturnivå i provinsen Guangdong i sydöstra Kina. 
Jiedong är indelat i två stadsdelsdistrikt, elva köpingar och en administrativ enhet på sockennivå.
Stadsdelsdistrikt (jiedao):

- Pandong (磐东街道)
- Quxi (曲溪街道)

Köpingar (zhen):

- Baita (白塔镇)
- Guiling (桂岭镇)
- Linpan (霖磐镇)
- Longwei (龙尾镇)
- Putian (埔田镇)
- Xichang (锡场镇)
- Xinheng (新亨镇)
- Yuecheng (月城镇)
- Yuhu (玉湖镇)
- Yujiao (玉窖镇)
- Yunlu (云路镇)

Område på sockennivå:
- Saling Nongchang jordbruk (卅岭农场)